# Vis Pozidriv

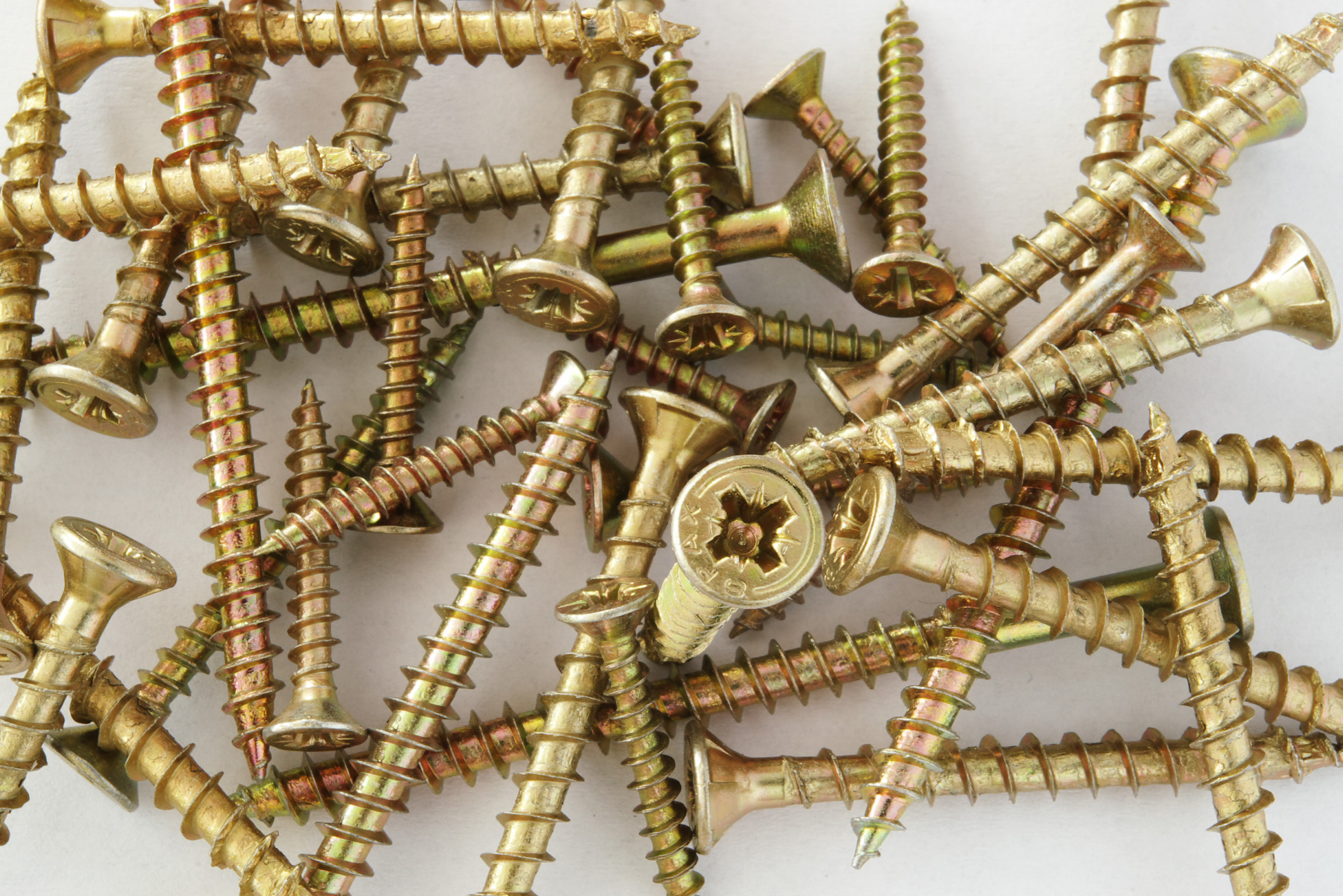
Cargol del cap Pozidriv.

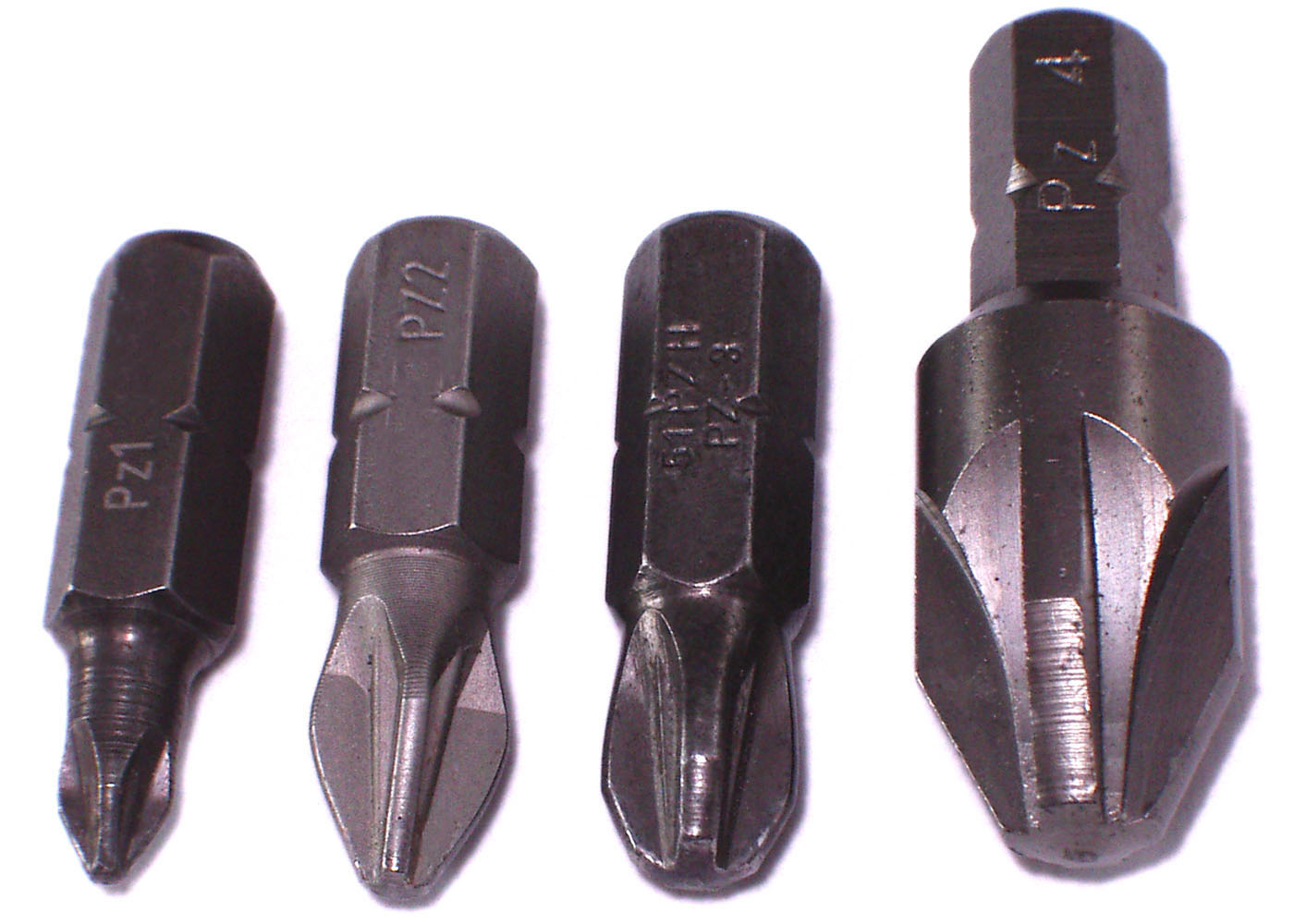
Puntes de tornavis Pozidriv, d'esquerra a dreta Pz-1 a Pz-4.

El vis Pozidriv ([pɒzɪdʁajv/]) és un tipus de cargol patentat per la societat American Screw Company.

## Característiques

Representació esquemàtica d'una petjada de cargol Pozidriv.

És més recent que el vis cruciforme «tradicional» (Phillips) i s'està estenent cada vegada més. Ha estat dissenyat amb el mateix esperit que el cargol Phillips, excepte que l'empremta té una forma lleugerament diferent, de manera que el cap del cargol, no s'escapa de la punta del tornavís (pneumàtic o elèctric), generalment equipats amb un limitador de parell, que s'atura automàticament. Aquesta tècnica redueix la fatiga de l'operari en la producció en massa. A més, es pot aplicar un parell més gran.
Les puntes de Pozidriv es marquen amb una "Z" seguida d'un número. Els cargols Pozidriv es didtingeixen fàcilment: l'empremta té una forma d'estrella de vuit puntes: quatre puntes grans com els Phillips, i a més a més quatre puntes petites escalonades 45 °.
Hi ha set mides de vis Pozidriv: PZ-0, PZ-1, PZ-2, PZ-3, PZ4, PZ-5, PZ-6

## Compatibilitat
Els dos encunys Phillips i Pozidriv són teòricament incompatibles, encara que a primera vista semblin gairebé idèntiques. No es pot utilitzar un tornavís Phillips per a cargols Pozidriv i viceversa. No obstant això, es pot veure que, per a un ús ocasional i per a una força de torsió moderada tant per collar com per descollar, la compatibilitat és correcta. Però en cas de resistència del cargol, en general el capçal d'aquest últim es malmet i s'obté un muntatge dolent